# Belägringen av Paris 885-886

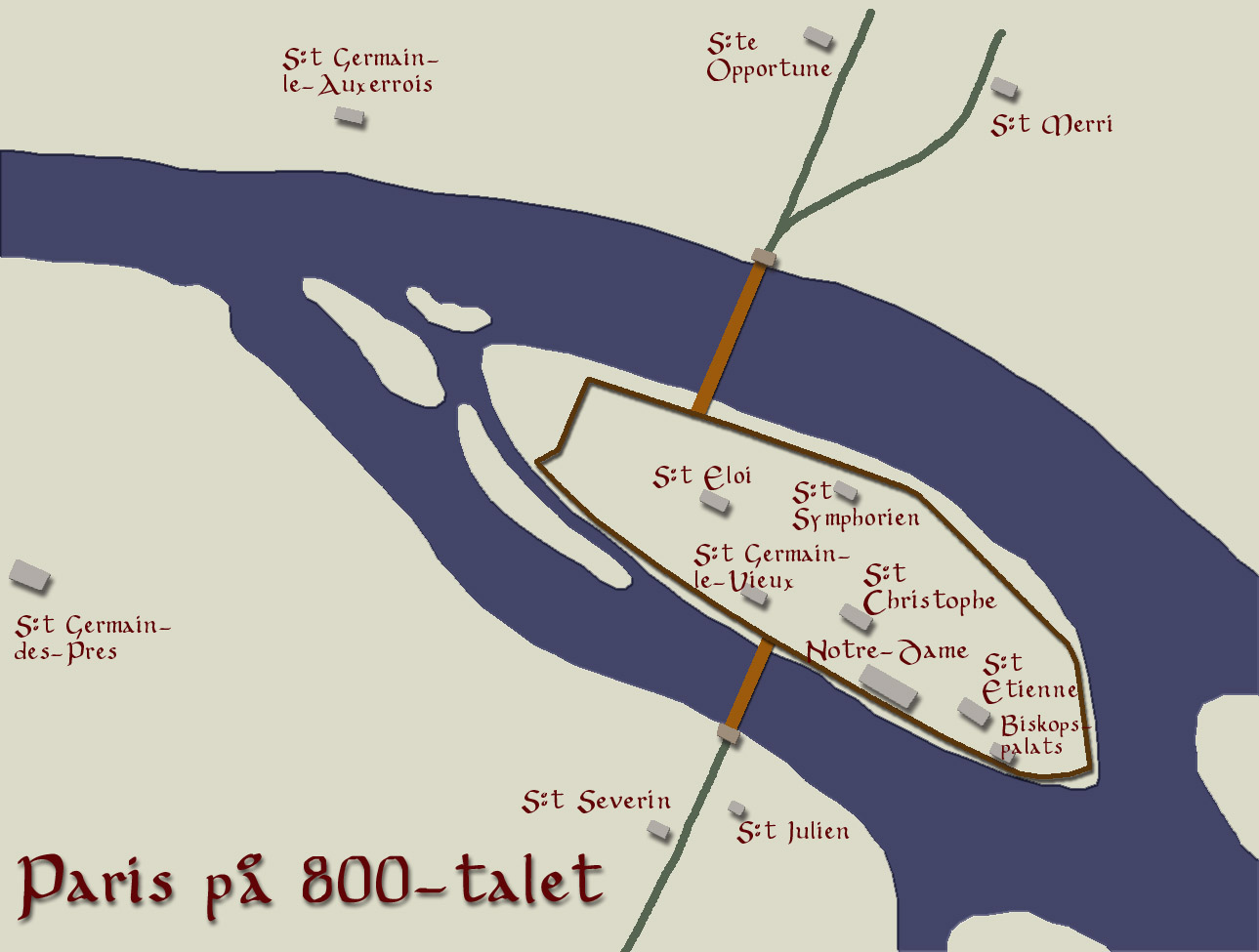
Det äldsta Paris låg på ön Cité mitt i Seine, dvs. på den relativt lilla ö där bland annat kyrkan Notre Dame i dag ligger. Staden var på vikingatiden omgiven av en hög mur med anor ner till romartiden. Här fanns ett flertal kyrkor; 6 stycken innanför muren och sju stycken på båda stränderna av Seine. Till staden ledde två broar. På fastlandet bevakades dessa broar av höga stentorn.

Belägringen av Paris 885-886 påbörjades i november 885, då åter en stor här av nordbor nådde fram till staden. Tidigare hade de intagit staden åren 845 och 857. Denna gång hade emellertid parisarna förstärkt sitt försvar. Framför de två broarna till stadsön hade man uppfört stora stentorn. Vikingarna anföll ett av dessa. En samtida munk skrev:
”Men de kristna försvarade det manligt och slaget varade från morgon till kväll och blev avbrutet av mörkret. Nästa dag kom nordmännen åter till tornet och en hård kamp varade till kvällen. Därpå slog vikingarna läger utanför staden och påbörjade en belägring. De byggde krigsmaskiner; försökte med eld och på andra sätt inta staden.”
Historien om Paris långa belägring 885-886 är väl känd i detaljer utifrån samtida skrifter. Nordborna kom denna gång aldrig in i staden. I stället blev områdena runt staden och långt uppför Seine hårt plundrade av den stora vikingaarmén.
Frankernas framgångar med nya försvarssystem under denna belägring, kan sägas vara en slags början till slutet avseende vikingahotet mot frankiskt territorium. Man hindrade här vikingarna att inta Paris. 